# 華麗なるギャツビー (宝塚歌劇)
『華麗なるギャツビー』（かれいなるギャツビー）は宝塚歌劇団のミュージカル作品。
原作はF・スコット・フィッツジェラルドの小説『グレート・ギャツビー』。
脚本・演出は小池修一郎。初演版作曲・編曲は吉崎憲治と甲斐正人。
1991年初演。原作の世界初のミュージカル化。

2008年再演版からは『グレート・ギャツビー』に改題。

## 公演データ
1991年・雪組
1991年8月8日から9月17日（新人公演：9月6日）に宝塚大劇場で、同年12月3日から12月26日（新人公演：12月10日）に東京宝塚劇場で上演。併演（本公演のみ）はショー『ラバーズ・コンチェルト』。
形式名は「ミュージカル」。17場。
雪組トップ娘役、鮎ゆうきの宝塚退団公演。
1992年・雪組
1992年2月2日から2月17日に中日劇場で上演。併演は『ラバーズ・コンチェルト』。
2008年・月組
2008年9月1日から9月23日に日生劇場で上演。『グレート・ギャツビー』に改題。
形式名は「ミュージカル」。2幕。
初演の脚本を改訂、新曲（追加曲作曲:太田健）も追加して規模を拡充し、一本立て作品として上演。
2022年・月組
公演期間は宝塚大劇場では2022年7月16日～8月22日（新人公演：8月8日）、東京宝塚劇場では9月10日～10月9日（新人公演：9月22日）の予定だったが、初日の7月16日～21日、7月29日～8月18日は公演中止。また、宝塚での新人公演も中止となった。
内容を更にバージョンアップし、『グレート・ギャツビー』のタイトルで一本立て作品として再演。

## スタッフ

### 1991年（スタッフ）
- 脚本・演出：小池修一郎
- 作曲・編曲：吉崎憲治、甲斐正人
- 音楽指揮：岡田良機（宝塚）、清川知巳（東京）
- 振付：尚すみれ、前田清実
- 装置：大橋泰弘
- 衣装：任田幾英
- 照明：勝柴次朗
- 小道具：万波一重
- 効果：切江勝
- 音響監督：松永浩志
- 演出助手：中村一徳
- 舞台進行：豊田登
- 制作担当：柏原正一（東京）
- 制作：巽善明

## 出演者一覧

### 2008年（出演者）
※宝塚公式ページを参照。
汝鳥伶（専科所属）
磯野千尋（専科所属）
梨花ますみ（専科所属）
瀬奈じゅん・越乃リュウ・一色瑠加・遼河はるひ・涼城まりな
青樹泉・城咲あい・憧花ゆりの・妃鳳こころ・美夢ひまり
綾月せり・羽咲まな・光月るう・夏月都・彩央寿音
華央あみり・紗蘭えりか・美翔かずき・沢希理寿・宇月颯
琴音和葉・彩星りおん・瑞羽奏都・紫門ゆりや・白雪さち花
咲希あかね・春咲ころん・華那みかり・舞乃ゆか・煌月爽矢
風凛水花・鳳月杏・花陽みら・星輝つばさ・真凜カンナ

## 主な配役

### 1991年（配役）
本公演
- ジェイ・ギャツビー - 杜けあき
- デイジー・ブキャナン - 鮎ゆうき
- ニック・キャラウェイ - 一路真輝
- トム・ブキャナン - 海峡ひろき
- ヘンリー・ギャッツ - 岸香織
- ジョーダン・ベイカー - 小乙女幸
- ジョージ・ウィルソン - 古代みず希
- マートル - 美月亜優
- エリザベス・フェイ - 真咲佳子
- アンソニー・フェイ - 飛鳥裕
- マイヤー・ウルフシェイム - 高嶺ふぶき
- ビロクシー - 轟悠
- ラウル - 香寿たつき
- キャサリン - 朝霧舞
- 乳母ヒルダ - 野添さゆ紀
- エディ - 和央ようか
- ジュディ - 純名里沙

新人公演
- ジェイ・ギャツビー - 轟悠
- デイジー - 純名里沙
- ニック・キャラウェイ - 香寿たつき
- トム・ブキャナン - 和央ようか
- ジョーダン・ベイカー - 朝霧舞
- ウィルソン - 矢吹翔
- マートル - 珠まどか
- キャサリン - 五峰亜季
- ウルフシェイム - 多彩しゅん
- ブロクシー - 有未れお
- ラウル - 北山里奈

### 1992年（配役）
- ギャツビー - 杜けあき
- デイジー - 紫とも
- ニック - 一路真輝
- トム - 海峡ひろき
- ジョーダン - 小乙女幸
- ウィルソン - 古代みず希
- マートル - 早原みゆ紀
- ヘンリー - 岸香織
- ウルフシェイム - 高嶺ふぶき
- ビロクシー - 轟悠
- ラウル - 香寿たつき
- エリザベス - 京三紗
- アンソニー - 飛鳥裕
- ジュディ - 純名里沙

### 2008年（配役）
- ジェイ・ギャツビー - 瀬奈じゅん
- デイジー・ブキャナン - 城咲あい

- 警視総監/ヘンリー・C・ギャッツ - 汝鳥伶
- ジョージ・ウィルソン - 磯野千尋
- エリザベス・フェイ/セイヤー夫人 - 梨花ますみ
- マイヤー・ウルフシャイム - 越乃リュウ
- アンソニー・フェイ/スラッグル/カーター - 一色瑠加
- ニック・キャラウェイ - 遼河はるひ
- ジョーダン・ベイカー - 涼城まりな
- トム・ブキャナン - 青樹泉
- マートル・ウィルソン - 憧花ゆりの
- ヒルダ - 妃鳳こころ
- サリー/マーゴット・ニコルソン	- 美夢ひまり
- ユーイング・クリフスプリンガー/サム - 綾月せり
- ジュディ・フェイ - 羽咲まな
- ビロクシー - 光月るう
- キャサリン - 夏月都
- ラウル - 彩央寿音
- ニコルソン市長/ビル - 華央あみり
- ミニー - 紗蘭えりか
- ボブ - 美翔かずき
- レクエルドの歌手 - 沢希理寿
- ディック - 宇月颯
- ギャツビー（少年時代）- 彩星りおん
- エディ・ニコルソン - 紫門ゆりや
- ジャッキー - 白雪さち花
- ニッキー - 咲希あかね

### 2022年（配役）
本公演
- ジェイ・ギャツビー - 月城かなと
- デイジー・ブキャナン - 海乃美月
- トム・ブキャナン - 鳳月杏
- ニック・キャラウェイ - 風間柚乃

新人公演
- ジェイ・ギャツビー - 彩海せら
- デイジー・ブキャナン - きよら羽龍
- トム・ブキャナン - 七城雅
- ニック・キャラウェイ - 瑠皇りあ

## 主な楽曲
- 朝日の昇る前に(主題歌)

舞台でのみ歌われる歌詞がある。
- パーティー
- アウトロー・ブルース
- 俺たちの見る夢
- 過ぎた日
- デイジー
- 恋のホールインワン

（作詞 小池修一郎 作曲 吉崎憲治）

## 備考
小池は演出助手時代から、本作ミュージカル化を構想しており、演出家デビュー決定後、デビュー作候補として数本の企画案を提出した折、本作企画案も提出していた。その際の上演は実現しなかったが、本作企画は埋もれることなく、本公演演出家3年目に上演実現の運びとなった。
数ある小池脚色作品の中でも根強い人気のある作品で、外箱公演での再演のために一本立て作品に改訂され、その後一本立て作品として本公演再演を果たすという来歴は、宝塚歌劇史上にひしめく他の多くの再演作の上演史にはなかなか見出せない個性的なものとなっている。
小池は2008年版と22年版の狭間にあたる2017年、宝塚と同系列の東宝でも、ミュージカル『グレート・ギャツビー』を手がけている。同作で小池は新脚本を書き下ろして演出にあたっており、井上芳雄・夢咲ねねを主演カップルに、ブロードウェイの新進作曲家、リチャード・オべレッカーを音楽にそれぞれ招いた。公演会場も、2017年5月〜7月に日生劇場・中日劇場・梅田芸術劇場の順での公演で、すべて宝塚とも所縁ある劇場だった。特に日生劇場は2008年再演版の公演会場であり、中日劇場も初演版を92年に上演した場所でもあり、それぞれ宝塚版『ギャツビー』と関わった場所での東宝版上演となった。